# San Francisco Gotera
San Francisco Gotera es una ciudad de El Salvador, y cabecera departamental del nororiental departamento de Morazán, situada a 169 km de la capital, San Salvador, y a una altitud de 420 m s. n. m.
Tiene una población de 20.330 habitantes (est. 2024). Con una extensión territorial de 59.76 km², el municipio se divide en 6 cantones y 27 caseríos.      

## Historia
Fundada como pueblo de nativos (Ladinos) en la época colonial, recibió el título de ciudad, el 14 de julio de 1875.  Gotera, es una palabra que proviene del lenca salvadoreño  o potón derivada de dos palabras "Got" que significa "cerro" y "era" que significa "serpiente", Significando «Cerro de la serpiente».
En el 1 de agosto de 1875, a las 11 de la mañana, el cuerpo militar del nuevamente formado Departamento de Gotera, reunido bajo la presidencia del comandante general Félix Nolasco, hizo una manifestación de gracias al presidente por la creación del departamento.
En el informe hecho en el 16 de mayo de 1878 de la visita oficial del gobernador departamental de Morazán, Jacinto Aguirre, se describió la ciudad. Los principales edificios eran una espaciosa iglesia cuya portada se comenzó a reconstruir el año de 1876; una casa nacional acomodando las oficinas de judicatura de 1.ª instancia, mayoría de plaza y la gobernación; las cárceles y el pequeño pero bien construido cabildo; una extensa y bien construida casa de escuela en el cual se ha formado una pieza separada para la oficina telegráfica. La mayor parte de las calles se habían empedrado en el invierno pasado y en el mismo año del informe se empedrarán las calles que faltaban. En este tiempo, la ciudad carecía de un cementerio.
En el 26 de abril de 1902, la Asamblea Nacional segregó de la hacienda «Nombre de Jesús», situada en jurisdicción de Jocoro, la porción de 3 caballerías de terreno de propiedad de don Heriberto Reyes y la anexó a la jurisdicción de la ciudad de San Francisco, esto fue sancionado por el presidente Tomás Regalado en el 7 de mayo.
Por Decreto Legislativo del 2 de mayo de 1896, publicado en el Diario Oficial n.º 111, Tomo n.º 40, del 12 de mayo de 1896, la denominación oficial de esta ciudad fue «San Francisco», excluyendo la palabra «Gotera»; pero por costumbre siempre se le llamó «San Francisco Gotera». Sería hasta la aprobación del Decreto Legislativo n.º 147, del 16 de noviembre de 2006, publicado en el Diario Oficial n.º 230, Tomo n.º 373, del 8 de diciembre de 2006, que se determinó que esta ciudad se denominaría oficialmente en lo sucesivo como «San Francisco Gotera».
La actividad económica se caracterizó hasta la década de 1980 por un intenso comercio de productos agrícolas, las artesanías de jarcia y tule, fueron tradicionales del municipio, pero estos productos han sido relegados en los últimos años por la elaboración industrial de los mismos con materiales sintéticos.
La población de la ciudad se vio triplicada con el éxodo de desplazados de la zona norte por el conflicto armado durante los tres primeros años de la guerra civil, en su mayoría de los distritos de Torola, San Fernando, Perquín, Arambala, Joateca, Jocoaitique, El Rosario, y Meanguera, particularmente en 1981, los cuales en su mayoría se radicaron en la periferia de la pequeña ciudad triplicando también su área urbana.

## Política
Una de las personas influyentes del municipio de San Francisco Gotera fue, Rosa Emelina Hernández Vda. de Díaz, quien fungió como Profesora, Alcaldesa, Gobernadora y Jefe de Aduana en Frontera el Amatillo en los años 80.
Para el período 2024-2027, el alcalde municipal es Cedrick Vásquez en coalición de los partidos políticos PDC-PCN.

## Deporte
La ciudad es la sede del desaparecido Club Deportivo Vista Hermosa de la Primera División del Fútbol salvadoreño y del Club Deportivo Fuerte San Francisco de segunda división del fútbol nacional y Club Deportivo Platense de tercera división del fútbol nacional.

## Administración
El distrito se divide en 6 cantones los cuales son:
1 Cacahuatalejo 
2 El Norte 
3 El Rosario 
4 El Triunfo 
5 San Francisquito
6 San José
Asimismo, estos cantones se dividen en caseríos dando un total de 28 caseríos.